# Zbigniew Kopalko

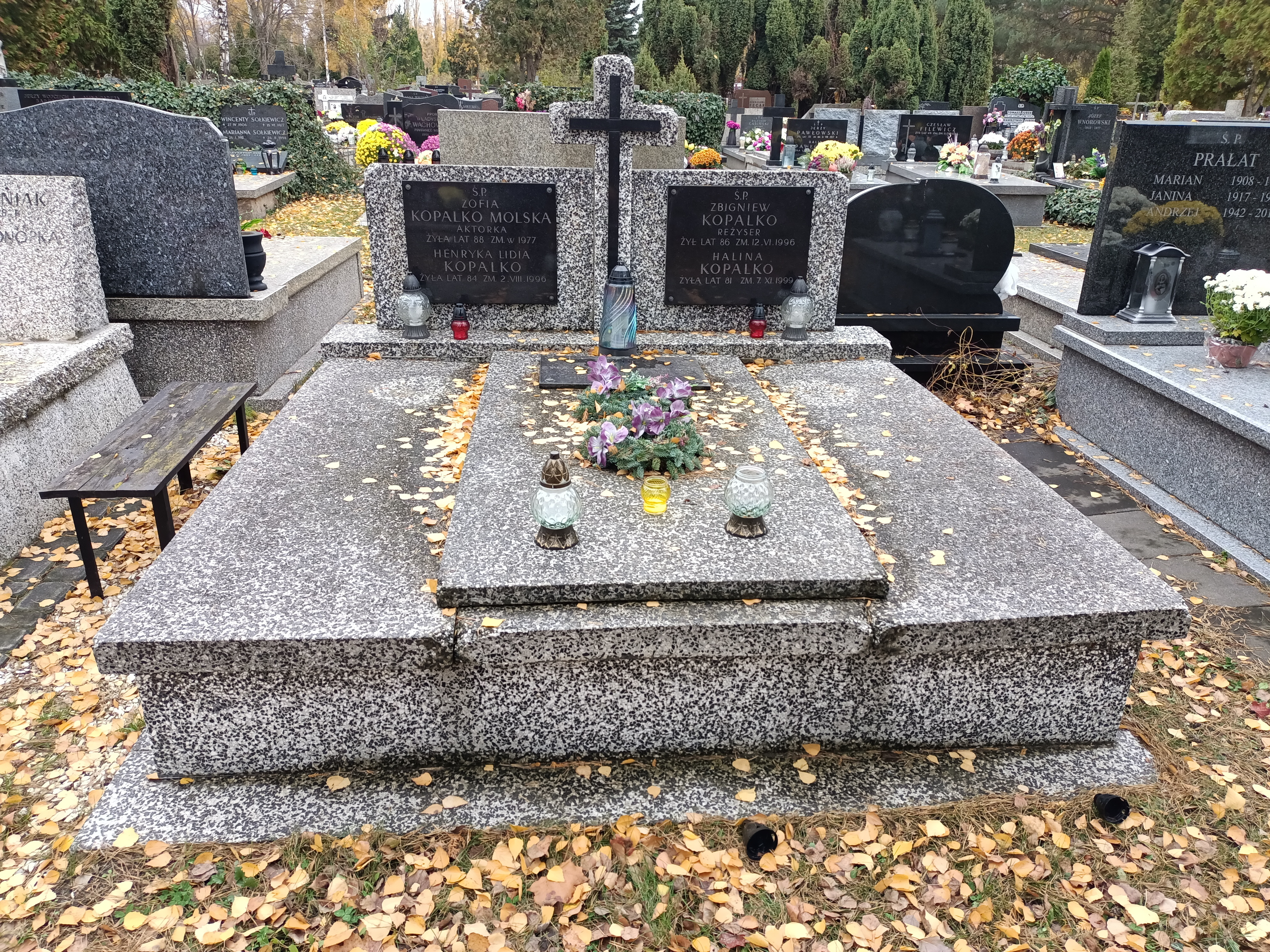
Grób Zbigniewa Kopalki na cmentarzu Komunalnym Północnym w Warszawie

Zbigniew Kopalko (ur. 9 października 1909 w Truskawcu Zdroju, zm. 12 czerwca 1996 w Warszawie) – polski reżyser radiowy i teatralny.

## Życiorys
Syn Albina. Pochodził z rodziny aktorskiej – jego dziadek był dyrektorem wędrownego teatru, babka Zofia Millerowa i matka Zofia z domu Molska (zm. 1977), były aktorkami. W dzieciństwie brał udział jako statysta w niektórych spektaklach „Reduty” Juliusza Osterwy. Przed wojną studiował polonistykę na Uniwersytecie Stefana Batorego w Wilnie. Jako student rozpoczął w 1931 pracę w Polskim Radiu Wilno, początkowo jako spiker i dziennikarz, później w roli autora słuchowisk i reżysera Teatru Polskiego Radia. 
W chwili wybuchu II wojny światowej został w Wilnie powołany do wojska jako dowódca plutonu karabinów maszynowych. Po klęsce kampanii wrześniowej został internowany, jednak uciekł z obozu. W czasie okupacji nasłuchiwał wiadomości radia BBC i przekazywał komunikaty o wydarzeniach na froncie władzom ZWZ (później AK). Kiedy w 1945 Sowieci zajęli Wilno, wyjechał do Białegostoku gdzie pracował jako nauczyciel, wkrótce wrócił do pracy w radiu – przez krótki okres w rozgłośni białostockiej, potem w toruńskiej, następnie w łódzkiej. W latach 1948–1993 był etatowym reżyserem Teatru Polskiego Radia w Warszawie. W latach 1953–1960 był kierownikiem literackim i reżyserem Teatru Guliwer w Warszawie. Był też wykładowcą reżyserii radiowej na Wydziale Radia i Telewizji (obecnie im. Krzysztofa Kieślowskiego) Uniwersytetu Śląskiego. 
Był laureatem wielu prestiżowych nagród krajowych i zagranicznych.
Zmarł w Warszawie, pochowany na cmentarzu komunalnym Północnym (kwatera E-IV-5-12-5/6).

## Twórczość
Jako reżyser zadebiutował przed wojną, realizując w radiu wileńskim siedemnastowieczną komedię rybałtowską Albertus na wojnę, Albertus z wojny. Ostatnim wyreżyserowanym przez Kopalkę słuchowiskiem była jego własna adaptacja Kazań ks. Piotra Skargi (1991). 
Reżyserował także na scenach dramatycznych, m.in. w Teatrze Ludowym w Nowej Hucie (George Bernard Shaw Androkles i lew, 1963), w Teatrze Dramatycznym w Wałbrzychu (Wojciech Bogusławski Figiel za figiel, 1968). Pisał dla teatrów lalkowych, m.in. Bidasari i zła królowa Semele, Lustra opowiadają w czwartek (Teatr Lalki i Aktora w Wałbrzychu 1967), Czarodziejski bęben według Lwa Tołstoja (Teatr Lalki i Aktora w Wałbrzychu 1970), i reżyserował w teatrach lalkowych, m.in. H.Ch. Andersena Pastereczka i Kominiarczyk (Teatr Lalki i Aktora „Baj”, Warszawa 1957), Zaklęty rumak według Bolesława Leśmiana (Teatr „Lalka” w Warszawie, Białostocki Teatr Lalek).

## Ordery i odznaczenia
- Krzyż Kawalerski Orderu Odrodzenia Polski (1954)[1]

## Nagrody i wyróżnienia
- Nagroda Radia i TV w Warszawie za reżyserię słuchowisk (1958)
- Prix Italia w Sorrento za libretto i reżyserię zrealizowanej w 1958 opery radiowej Neffru z muzyką Zbigniewa Wiszniewskiego (1959)
- Nagroda Ministra Kultury i Sztuki II stopnia za osiągnięcia twórcze w dziedzinie reżyserii słuchowisk radiowych (1969)
- Złoty Mikrofon za wybitną reżyserię wielu słuchowisk radiowych w roku 1968/69 (1969)
- Nagroda Publiczności I Festiwalu Słuchowisk Radiowych - za reżyserię słuchowiska Albert (1974)
- Honorowy Wielki Splendor za całokształt twórczości radiowej, nagroda przyznana przez zespół Teatru Polskiego Radia (1992)

Źródło:.